# Christine of the Hungry Heart
Christine of the Hungry Heart er en amerikansk stumfilm fra 1924 af George Archainbaud.

## Medvirkende
- Florence Vidor som Christine Madison
- Clive Brook som Dr. Alan Monteagle
- Ian Keith som Ivan Vianney
- Warner Baxter
- Walter Hiers som Dan Madison
- Lillian Lawrence som Michael Knight
- Dorothy Brock som Jeffy
- Tommy Hicks